# Palluau
Palluau é uma comuna francesa na região administrativa da Pays de la Loire, no departamento de Vendéia. Estende-se por uma área de 7,43 km². Em 2010 a comuna tinha 1 122 habitantes (densidade: 151 hab./km²).